# Jüdischer Friedhof (Sulingen)

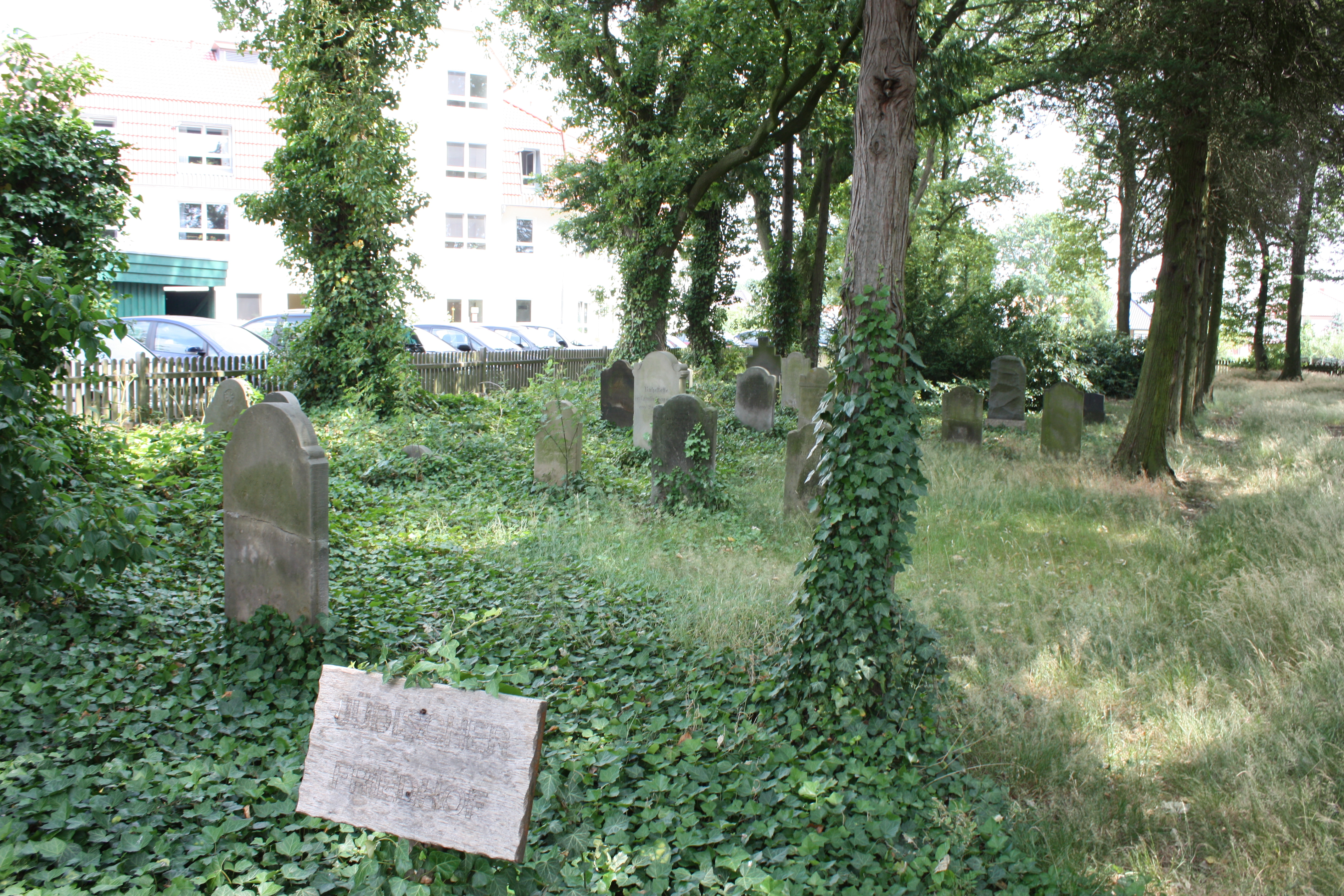
Jüdischer Friedhof in Sulingen; das Altersheim im Hintergrund

Der Jüdische Friedhof Sulingen ist ein gut erhaltener jüdischer Friedhof in Sulingen (Landkreis Diepholz, Niedersachsen) und ein Kulturdenkmal.

## Beschreibung
Der Jüdische Friedhof befindet sich an der Memelstraße in einem kleinen Waldstück mit Eichen. Das Friedhofsareal liegt neben einem Alten- und Pflegeheim in einem Wohngebiet mit Einfamilienhäusern. Der Friedhof wird durch eine Allee aus Lebensbäumen in zwei Bereiche geteilt. Die 30 Grabsteine dokumentieren eine Belegungszeit von 1844 bis 1934. Aufgrund der Lücken zwischen den Grabsteinen ist auf große Verluste an Gräbern zu schließen.
In einem Friedhofsbereich wurde nach 1945 ein Gedenkstein für auf dem Friedhof während des Zweiten Weltkrieges beerdigte unbekannte sowjetische Kriegsgefangene errichtet.